# Borkel

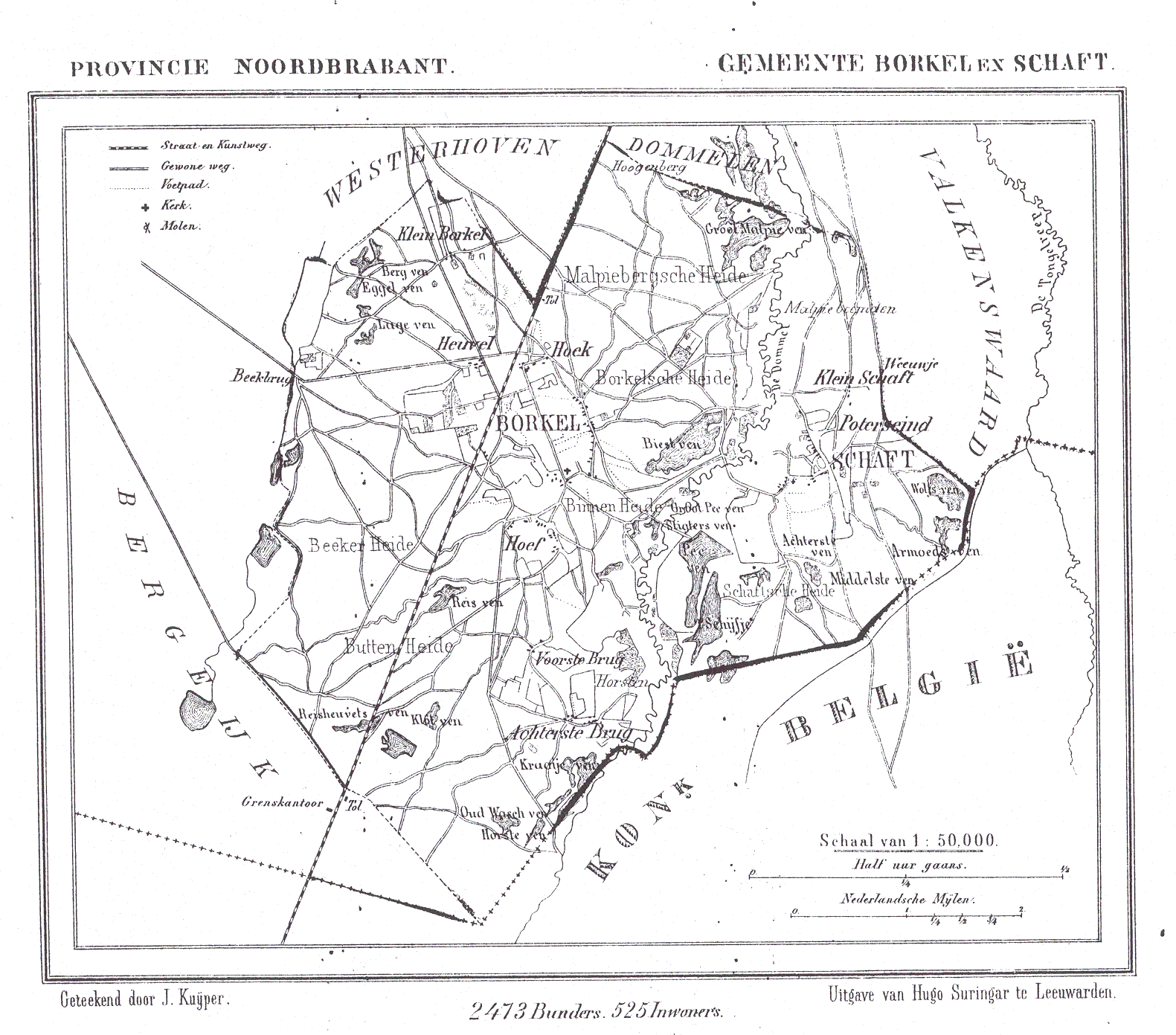
Borkel en Schaft in 1867

Borkel is een dorp  in de Nederlandse provincie Noord-Brabant. Het dorp had in 2007 575 inwoners. Borkel ligt ten westen van Schaft waarmee het lang de gemeente Borkel en Schaft heeft gevormd. Deze ging later deel uitmaken van de gemeente Valkenswaard. Borkel heeft geen eigen postcode en plaatsnaam in het postcodeboek, voor postaal maakt Borkel deel uit van Valkenswaard.

## Etymologie
De naam Borkel is ontstaan uit de samenvoeging van de Germaanse woorden "Burgon" en "Lauha". Deze woorden hebben respectievelijk de betekenis van "berk" en "bos op hoge zandgrond". Borkel betekent dus berkenbos op een hoge zandgrond. Dit toponiem komt op meerdere plekken voor zoals in het Vlaamse Burkel (bij Maldegem) en het Gelderse Borculo.

## Geschiedenis
De eerste grootschalige schriftelijke vermeldingen van Borkel vinden we terug in het Cijnsboek van de Hertog van Brabant van 1340-1350. Borkel behoorde in deze periode tot het cijnsdorp Eersel dat in 1325 de rechten van "vrijheid" verkreeg en daarmee werd de schepenbank van Eersel een feit. Uit deze bron valt op te maken dat Eersel op haar beurt onder de “Eninge” van de Kempen viel. Deze relatie brengt ons terug naar het jaar 1203 wanneer de Hertog van Brabant van de Graaf van Gelre dit gebied in handen krijgt. We stellen dus dat Borkel vanaf 1203 deel uitmaakte van het Hertogdom Brabant.
In 1299 sprak de Hertog van Brabant van "décimas novaiium de Borkel". In 1331 legt Hertog Jan III van Brabant in zijn uitgiftebrief aan in de inwoners van de Dorpen Bergeijk en Westerhoven - waaronder ook Borkel ressorteert - de oostelijke grens van Borkel vast. Uit deze uitgiftebrief blijkt dat deze grens reeds de rivier de Dommel heeft overschreden en dat ook Schaft binnen deze grens viel. Of de eerste kerk een lang bestaan heeft gehad is nog maar de vraag want volgens de getuigen van Pelt uit 1441 werd Borkel ( uit de archieven is niet op te maken dat het dorp Schaft in deze periode reeds bestond) in 1334 gebrandschat. In 1468 verkrijgt Bergeijk, Westerhoven, Riethoven, Dommelen en Borkel en Schaft haar eigen Schepenbank. Hierdoor zou Borkel de komende eeuwen onder Bergeijk vallen.
Tussen 1745 en 1750 ontstonden wederom geschillen tussen de inwoners van Valkenswaard en Borkel en Schaft over de begrenzing van hun grondgebieden. Er kwam een conventie van de Schaft die inhield dat het bijna 600 hectare metende gehucht door een herziene grensbepaling geheel separaat van Valkenswaard kwam te liggen.

## Dorp
De huidige dorpskern gelegen aan het Mgr. Kuijpersplein is ontstaan na de bouw van de school in 1799 - vervangen door een stenengebouw in 1826 - en na het voltooien van de nieuwe kerk afgerond in 1845. De vroegere dorpskern van Borkel lag ongeveer 1200 meter in Westelijke richting waar vroeger ook de kapel stond. Daarnaast bestond Borkel uit een aantal kleine "rotten" zoals Den Hoek, Klein Borkel, De hoeven en de Voorste en Achterste Brug.
De kapel van Borkel viel onder de parochie van Bergeijk. Deze moet vóór 1444 zijn gesticht, want in dit jaar werd Westerhoven afgescheiden van Bergeijk en een zelfstandige parochie, waar Borkel aan was toegevoegd. Men sprak van een appendix. Dit betekende onder meer dat begrafenissen in Westerhoven moesten plaatsvinden. De kapel is in 1789 getekend door Hendrik Verhees. De kapel was gewijd aan Sint-Antonius. In 1648 werd de kapel leeggehaald en was niet meer als zodanig in gebruik. Ze diende daarna tot turfhok.
In 1869 werd de Sint-Antonius Abt molen opgericht en in 1894 de Cooperatieve Roomboterfabriek. Deze kon de melkoverschotten van de boeren verwerken. In 1916 werd deze vervangen door Stoomzuivelfabriek 'De Nijverheid'.

## Bezienswaardigheden

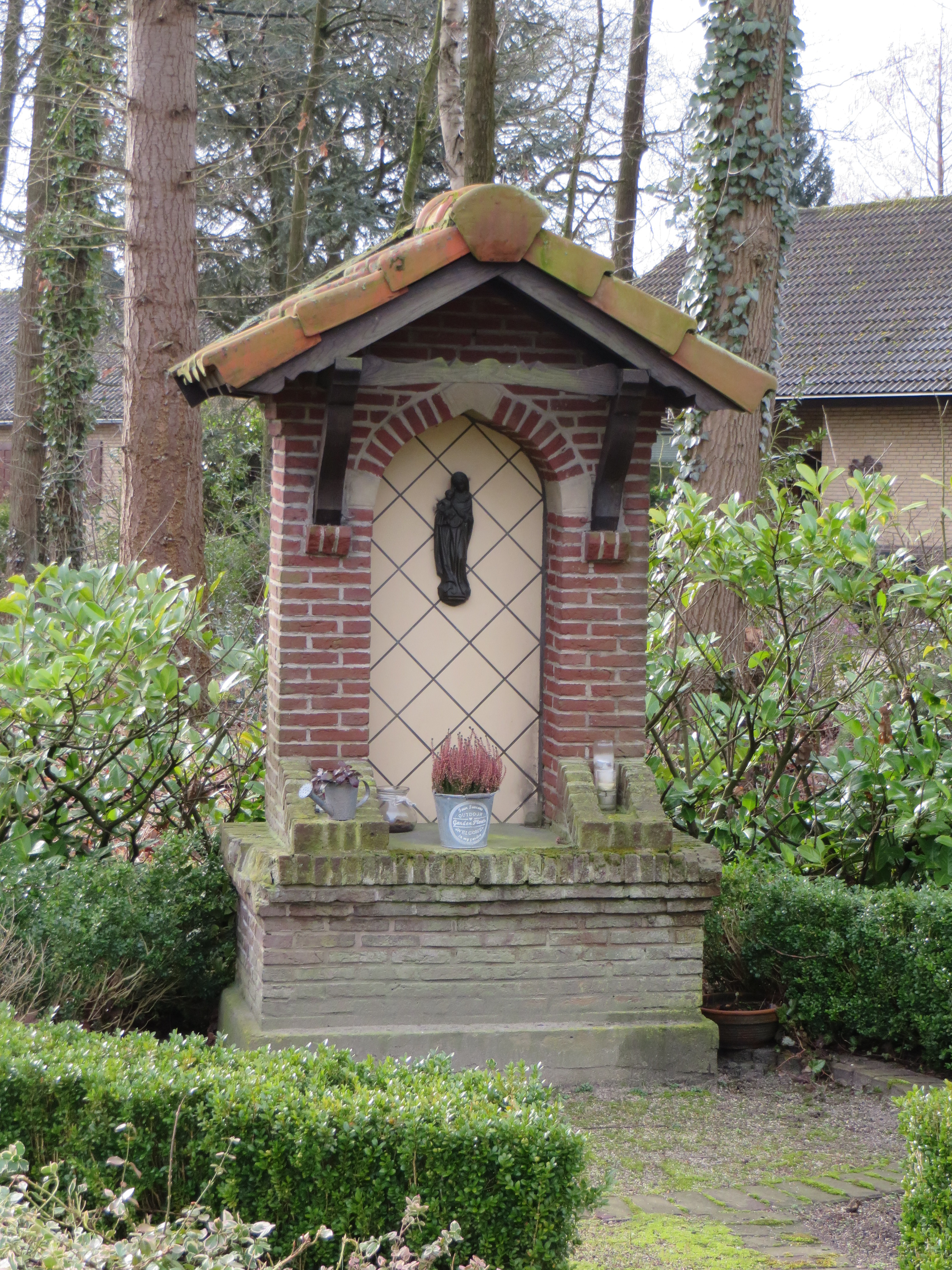
Mariakapel aan de Burgerdijk

### Kerk
De Sint-Servatiuskerk is een neogotische kerk uit 1845. Ze bevindt zich te Borkel. Deze kerk kende een aantal mooie gebrandschilderde ramen, die echter bij een bombardement in 1944 zijn verdwenen, op de hoofden van Sint-Servatius en Maria na. Sindsdien is de kerk verrijkt met nieuwe glas-in-loodramen uit 1947 van de hand van Pierre van Rossum. Zo vindt men een tiental heiligen in het koor, de Tien Geboden in het schip, het leven van Sint-Servatius, de aankondiging van Maria, de Heilige Cecilia en David. De kerk is een gemeentelijk monument.

### Tweelingkapel
In 1950 en 1951 werd een Mariakapelletje gebouwd in Borkel. In Schaft bevindt zich een identieke kapel. Het zijn dankkapelletjes die gebouwd zijn krachtens een tijdens de Tweede Wereldoorlog gedane gelofte. De kapelletjes zijn van baksteen, en ze bevatten een Mariabeeld met kind. Ze worden beide door de buurtbewoners onderhouden.

## Natuur en landschap
Borkel ligt in het Dommeldal, dat naar het noorden toe langs en door De Malpie stroomt, een natuurgebied met bos, heide en vennen. Direct ten noorden van het dorp zijn ook beemden en moerasbossen. Stroomopwaarts van het dorp vindt men eveneens beemden, waarna de Dommel, voorbij de buurtschap Achterste Brug, langs het natuurgebied Plateaux-Hageven stroomt, dat deels in de gemeente Neerpelt en deels in de gemeente Bergeijk ligt.
Naar het westen toe zijn er zandige akkers en naaldbossen, en daar weer ten westen van vindt men een grootschalige heide-ontginning. Naar het oosten toe ligt, in de gemeente Heeze-Leende, de trappistenabdij Achelse Kluis. Het dal van de Tongelreep, eens door de monniken in cultuur gebracht, heeft weer een natuurlijke bestemming gekregen.

## Horeca
In het dorp zijn drie horecagelegenheden: grand-café restaurant De Zwaan, cafetaria RAS en café-restaurant De Woeste Hoeve.